# Tuina cingulata
Tuina cingulata là một loài bướm đêm thuộc phân họ Arctiinae, họ Erebidae.